# FNS27時間テレビ (2007年)
『FNS27時間テレビ みんな なまか だっ! ウッキー!ハッピー!西遊記!』（FNS27じかんテレビ みんな なまか だっ! ウッキー!ハッピー!さいゆうき）は、フジテレビ系列で2007年7月28日（土曜日）19:00 - 7月29日（日曜日）21:15（JST）まで生放送された21回目となる『FNS27時間テレビ』。ハイビジョン制作。

## 概要
テーマは、「なまか（仲間）」で、劇場版『西遊記』の公開を記念したものでもある。ドラマ番組をベースとしたのは『FNSの日』史上唯一である。ロゴは「みんな なまか だっ!」が一番大きく目立つフォントとなっている。
総合司会は『西遊記』の主演で孫悟空役を務めているSMAPの香取慎吾が担当した。自身初となる総合司会である。
当初7月22日に予定されていた第21回参議院議員通常選挙の投票が、放送日決定後に29日へ変更され、結局、21:54の放送終了予定が39分前倒しされて21:15となり、放送時間も26時間54分から26時間15分に短縮された。
投票締め切り1分前の19:59から数分間、後続の選挙特別番組『FNNスーパー選挙王』のコーナーを放送。FNNの出口調査結果が発表された。またコーナー終了後から番組エンディングまで当選者や議席獲得数を表示するL字放送を実施。『FNSの日』初の試みだった。
系列局（テレビ大分を除く）を含む番組スタッフは『5927』（悟空27時間）と書かれた黄色いTシャツを着て番組に参加した。これは日本テレビで2005年に香取慎吾が草彅剛とメインパーソナリティーをした『24時間テレビ28』の香取がデザインしたチャリティーTシャツに書かれていた『0524』（2005年の24時間テレビTシャツ）のセルフパロディー。なお、その翌日（30日）香取がレギュラーの『いいとも!』出演時は『5942』になっている（7月28日19:00から30日13:00までが42時間となるため）。
一部のコーナーは東京都江東区青海に竣工し、まだグランドオープン前のフジテレビ湾岸スタジオからの生放送となった。名称決定前だったため「フジテレビ新スタジオ」と呼称していた。
この年から製作総指揮は豊田皓社長に交代した。

## 出演者
総合司会
- 香取慎吾（当時・SMAP） - 孫悟空

進行
- 高島彩（当時・フジテレビアナウンサー）

インフォメーションアナウンサー
- 渡辺和洋（フジテレビアナウンサー）
- 田中大貴（当時・フジテレビアナウンサー）

主な出演者
- 深津絵里 - 三蔵法師
- 内村光良（ウッチャンナンチャン） - 沙悟浄
- 伊藤淳史 - 猪八戒
- 水川あさみ - 凛凛
- 大倉孝二 - 老子
- 多部未華子 - 玲美

ほか

## 番組内容
番組は香取慎吾が6変化（映画『西遊記』から孫悟空、『サタ☆スマ』から慎吾ママ・怒られ侍、映画『NIN×NIN 忍者ハットリくん THE MOVIE』から服部カンゾウ（ハットリくん）・大河ドラマ『新選組!』から近藤勇）して行われた。その他、『SMAP×SMAP』からカツケン、NIKKO、MCカマー、ヒリー、香取部長が登場（香取部長は『ココリコミラクルタイプwith香取慎吾 変な“なまか”スペシャル』の生放送コント）。
FNS各局対抗企画として開催したのは『目指せストライク！TEN竺ボウリング』。ストライク・連発を期待したがストライクは15発止まりになり企画自体が大失敗。視聴者から苦情が殺到し、香取は午後の「怒られ侍」で出演者・スタッフを代表して視聴者に謝罪した（勝敗がジャンケンばかりとなり「ただのジャンケン大会となりました・・・」という内容）。宮崎の応援ゲストには東国原英夫（放送当時・宮崎県知事）が登場。渡辺和洋が実況した（第1回戦は黄色の番組オリジナルTシャツ、準決勝と決勝戦は選挙特番出演のためスーツ）。また、この大会に山形と静岡の一般選手として当時、共に全日本ナショナルチームで活躍していた大石奈緒と片井文乃の両選手が参加。2人は大会が終わるや否やエンディングには参加せず「ボウリング革命 P★League」の会場である田町ハイレーンに向かった。
香取が世界にひとつだけの絵本を作り、日本と世界の子供達が仲間になって元気になってもらう“悟空文庫”（野島伸司原作・監修）。
TOSを除くFNS加盟の系列局（27局）で要らなくなった絵本を集め、全国の本が足りない教育機関等へ寄贈するボランティア企画。中には、自作の絵本（メモ用紙数枚をホッチキスで2、3箇所止めたもの）を作って応募した子供もいた。
悟空が筋斗雲に乗って各地を訪問し、困難を乗り越えていこうとする人を応援する「日本全国“なまか”を笑顔に! ハッピー筋斗雲」。
あなたの大切な人へのサプライズ企画
猪八戒に扮する伊藤淳史が日本一と対決する「日本一のなまか探しの旅」
提供クレジットを読み上げた新人アナウンサーは、大島由香里、生野陽子、中村光宏の3人。立会人は2006年に引き続き堺正幸。

## 番組内容をめぐる問題
ハッピー筋斗雲内の企画「江原啓之、新潟の女性訪問・亡き父親からのメッセージ」で、出演した一般人女性に江原が霊視を行い江原が受け取った「亡き父親からのメッセージ」に女性が涙する映像が放送された。しかし、番組で紹介された「女性からの相談の手紙」は番組側で作成したものであり、女性の経営する美容院が「経営難」であるとする事実に反した内容であった。そのため女性は「自分や周囲の人たちが傷つけられた」と抗議し、放送倫理・番組向上機構（BPO）がこのコーナーの制作に倫理違反があったとして、2008年1月21日、局に意見書を手交した。意見書は“「おもしろさ」「わかりやすさ」をよりどころとし、出演者の心情への配慮を欠いている。出演者の生活への影響を考えていない”と指摘。このため、2008年2月2日（関東ローカル）で放送された「週刊フジテレビ批評」で謝罪が行われた。

## スタッフ
[FNSの日 制作実行委員会]
- - 実行委員長：森洋一
  - 副委員長：鈴木克明
  - ネットワーク部：岡部要一、藤原和弥、副島翔太郎
  - 編成部：荒井昭博、坪田譲治、立松嗣章、渋谷謙太郎、中島寛朗
  - ドラマ制作センター：大多亮、鈴木吉弘、澤田鎌作
  - 映画事業局：亀山千広、山口真、小川泰、宮澤徹、瀬田裕幸、上原寿一
  - 情報制作局：西渕憲司
  - スポーツ局：矢延隆生、釣真紀子
  - 営業推進部：小林彰義、濱田俊也、藤井修、御旅屋俊之
  - 広報部：小中ももこ
  - 広告宣伝部：加地綾子、鈴木文太郎
  - デジタルコンテンツ局：中根将好、麻生勝利、野々川緑、野村和生
  - 総務部：竪山保文
- 構成：鈴木おさむ、樋口卓治、都築浩、石原健次
- 作家：大井洋一、大井達朗、秋葉高彰、天野慎也、石井裕之、板坂尚、伊藤正宏、伊東雅司、今村クニト、大野ケイスケ、大平カンフー、小笠原英樹、興津豪乃、小野高義、川島カヨ、川島浩司、金丸純也、金森直哉、くらなり、倉本美津留、酒井健作、榊暁彦、佐藤修、椎名基樹、鈴木工務店、田中健一、鶴間政行、とちぼり元、中島たもつ、野口悠介、長谷川朝二、福田雄一、堀田延、本田久就、松井洋介、村上大樹、村上卓史、柳しゅうへい、山内正之、山川俊司、横山雄一郎

〈フジテレビ技術〉
- - 技術プロデューサー：槙俊哉
  - TD・SW：勝村信之、児玉洋、佐々木信一、菅野恒雄、先崎聡、和田篤、河西純、藤本伸一
  - カメラ：永野進、馬塲義土、菊池謙、大石飛雄馬、白石峰郎、坂本逸郎、横山政照、高田治
  - 映像：井上陽介、小幡茂樹、川崎淳、竹内貴志、中井章晴、田中孝生、原啓教、水野博道
  - 音声：太田宗孝、鈴木岳登、斉藤哲史、村脇昭一、左口満寿、南英一、片山勇、森田篤
  - 照明：小林敦洋、岸本直樹、西野大介
  - 音響：吉竹新、佐々木洋
  - 音響効果：西野有彦、坂本洋子、阿多野正美、吉冨愛
  - 回線管制部：富永章夫、堀川修平
  - 放送部：吉沢進、秋信真太郎

〈関東中継〉
- - TD・SW：佐川幸栄、古谷真治、片平哲也、田原健二、上藪直志、伊藤敏行
  - カメラ：植松賢一、長瀬正人
  - 空撮：宇田青司
  - 映像：平洋太、伴場匡
  - 音声：戸田裕生、藤田勝巳
  - 照明：富沢宴令、高橋幸司 
    - フジテレビ・オール技術スタッフ

〈フジテレビ美術〉
- - 美術プロデューサー：三竹寛典
  - デザイン：棈木陽次、水上啓光、深井誠之、吉田強、鈴木賢太
  - 美術進行：中村秀美、林勇、村瀬大、伊藤則緒、石田博己、塚原淳司
  - CGプロデューサー：末吉寿美子
  - CGデザイン：徳永晶子
  - CGディレクター：岡本英士、瀬井貴之、秋里直樹、渡辺之雄、佐藤康夫、菅原大吾
  - タイトルデザイン：田中秀幸（フレイムグラフィックス）、千代祥子
  - 大道具：原田和久、三谷陽介、浅見大
  - アクリル：犬塚健、織田秀幸、國母淳一、木村敏和、松本健
  - アートフレーム：長濱大作
  - 持道具：土屋洋子
  - 植木装飾：広田明
  - 装飾：林成利、太田博之
  - 生花装飾：山寺由美
  - 電飾：及川博安、渕井猛司
  - かつら：中野奈緒
  - 特殊電飾：勝大輔
  - 衣裳：城戸政人、浅見彰
  - 特殊装置：古橋望
  - 視覚効果：猪又悟、吉田正勝
  - メイク：安藤有美、石井織恵 
    - フジテレビ・オール美術スタッフ
- スタイリスト：宇都宮いく子、黒澤彰乃
- 技術協力：共同テレビ、八峯テレビ、ニューテレス、FLT、サンフォニックス、共立、田中電設工業、スウィッシュ・ジャパン、明光セレクト、㈱K&L、サークル、レントアクト昭特、IMAGICA、バックヤードスタヂオ、インターナショナルクリエイティブ、マルチバックス、東京チューブ、J-WORKS、OKK、4-Legs、3×7、プロジェクト80、デジタルサーカス、indexe、テルミック、フジアール、デジデリック、笑カンパニー、麻布プラザ、TDK、フレイムグラフィックス
- 制作協力：オイコーポレーション、NET WEB、Hi-STANDARD、コラボレーション、D:COMPLEX、IVSテレビ制作、BEE BRAIN、ワタナベエンターテインメント・ビックアート、田町ハイレーン、中國屋、ジーワン、服部栄養専門学校・ジャニーズ事務所、アミューズ、マセキ芸能社、クォータートーン、吉本興業、田辺エージェンシー、ワタナベエンターテインメント、浅井企画
- タイムキーパー：楮本眞澄、江野澤郁子、松下絵里、斉藤裕里、山口美香、平野美紀子、平井冴子、山口奈保美、槇加奈子、水越理恵、高木美紀、海老澤廉子、星美香、西田恵子
- 連絡：林田直子、小林琴美、弦牧和子、古賀美由紀、田中優子、和泉愛、保坂美帆、佐藤真弓、三浦理沙
- アシスタントプロデューサー：北口富紀子、春名剛生、木月洋介
- フロアーディレクター：古澤光広
- フジテレビディレクター：浅野克己、阿部和孝、飯村徹郎、板谷栄司、太田旬、大平進士、岡泰二、岡田純一、奥村達哉、金子傑、亀森幸二、熊澤美麗、桑原正史、小藤浩一、近藤真広、坂田佳弘（関西テレビ）、佐々木繁雄、澤田親宏、清水泰貴、杉原裕一、立浪仁志、谷口大二、中澤智有、中村肇、名城ラリータ、長谷川雅宏、福浦与一、福原伸治、藤沼聡、松永健太郎、松村耕平、蓑島敦子、宮崎鉄平、吉村正好、代々木明徳、渡辺剛、渡辺資
- フジテレビプロデューサー：伊戸川俊伸、印田弘幸、植村義勝、及川俊明、神原孝、きくち伸、重松圭一（関西テレビ）、鈴木寿一、辻村たろう、坪井貴史、西敏也、西雅史、丹羽和重、浜野貴敏、松村匠、宮道治朗・松本明美
  - フジテレビバラエティ制作センター オールスタッフ
- 制作：水口昌彦、吉田正樹
- ゼネラルプロデューサー：港浩一
- プロデューサー：黒木彰一
- チーフディレクター：出口敬生
- 総合演出：小倉伸一
- 総合プロデューサー：石井浩二
- 制作著作：フジテレビ/フジネットワーク27社